# Karen Carpenter
Karen Anne Carpenter (New Haven, Connecticut, 2 de marzo de 1950-Downey, California, 4 de febrero de 1983) fue una cantante y baterista estadounidense conocida por su participación en el dúo The Carpenters, conformado por ella y su hermano, Richard Carpenter. Fue elogiada por su voz de contralto y su habilidad para tocar la batería, siendo una de las mejores bateristas de su época. 
Su lucha contra los trastornos de alimentación originaron, más tarde, crear conciencia de la anorexia y de la dismorfia corporal.
Había nacido en New Haven, Connecticut y se mudó a Downey, California en 1963 con su familia. Comenzó a estudiar batería en la secundaria y se unió al coro de Long Beach State después de su graduación. Después de varios años de giras y de grabación, los Carpenters fueron firmados por A&M Records en 1969, logrando un éxito comercial y buenas críticas a través de los años 70. Al inicio, Karen Carpenter fue la baterista de la banda, pero gradualmente tomó el papel de vocalista reduciendo su papel como baterista solo en un puñado de presentaciones en vivo o en grabaciones en álbumes. Mientras los Carpenters hicieron una pausa a fines de los años 70, grabó un álbum en solitario, que sería lanzado años después de su muerte.
Karen tuvo un desorden alimenticio conocido como anorexia nerviosa, de la cual se conocía poco en ese tiempo y estuvo casada brevemente a principios de los años 80. Murió a la edad de 32 años por insuficiencia cardíaca originada por complicaciones relacionadas con una enfermedad crónica que poseía. Su muerte originó un incremento en la investigación de los trastornos de la alimentación. Su trabajo continuó atrayendo elogios, incluyendo ser nominada en la lista de la revista Rolling Stone entre las 100 más grandes cantantes de todos los tiempos.

## Primeros años
Originaria de New Haven (Connecticut), era hija de Agnes Tatum (5 de marzo de 1915 – 10 de noviembre de 1996) y Harold Bertram Carpenter (8 de noviembre de 1908 – 15 de octubre de 1988).
Cuando Karen estudiaba en Downey High School, no le gustaba la clase de geometría y mucho menos gimnasia, y para eximirse se inscribió en la banda de la escuela. Una vez en la banda recibió un glockenspiel. Inmediatamente se aburrió de este instrumento y apenas puso sus manos en la batería se enamoró de ella y no se separó jamás. Incluso su hermano Richard ha declarado que en el fondo de su corazón Karen no se consideraba una gran cantante, sino una baterista que podía cantar.
Richard ingresa a la Universidad Long Beach en California, donde conoció a Frank Pooler. Pooler escribió las letras de la canción Merry Christmas, darling. Karen se hizo socia del grupo Richard Carpenter Trio en 1965. Tocaban en clubes en todas partes de Hollywood. En 1966, el Richard Carpenter Trio tocaba en el Battle of the Bands en el Hollywood Bowl. Tocaron The girl from Ipanema y una composición de Richard Carpenter, Iced tea. Ganaron y firmaron con RCA Records por unos pocos meses. Conocieron a un bajista, Joe Osborne, que tenía un estudio de grabación en su garaje, que se llamaba Magic Lamp Records. Grabaron muchas canciones ahí, pero todas se destruyeron durante un incendio de la casa de la familia Osborne.

## A&M Records
En abril de 1969 firmaron con A&M Records, propiedad de Herb Alpert y Jerry Moss. En los estudios recibieron carta blanca (que significa que tenían la libertad de hacer lo que desearan). Su primer álbum fue Offering (1969), del cual se desprende el sencillo adaptado por su hermano de la canción de los Beatles «Ticket to ride». No fue muy popular: llegó a #54 en el Billboard Hot 100.
El año siguiente, Herb Alpert sugirió que grabaran la canción «(They Long to Be) Close to You». Dijo que no era una canción popular, aunque él y Dionne Warwick grabaron la canción. Karen Carpenter y Hal Blaine tocaron la batería en la canción, y Karen la cantó. Llegó a #1 en el Billboard Hot 100, en el año de 1970. Este fue su 1° número uno, aunque tuvieron otros: Top of the World en diciembre de 1973 y Please Mr. Postman en 1975.
Grabaron muchas canciones populares después de «Close to you» como (en orden cronológico):
- We've only just begun
- For all we know
- Rainy days and mondays
- Superstar
- Hurting each other
- Goodbye to love
- Sing (Karen la cantó en español como «Canta», que se puede encontrar en From the top, así como su versión en japonés en el álbum doble de concierto Live in Japan).
- Yesterday once more
- Top of The World
- Please Mr. Postman
- Only yesterday
- There's a kind of hush (All over the world).
- I need to be in love
- Calling occupants of interplanetary craft
- Touch me when we're dancing

En el año 1975 los lectores de la revista Playboy la eligieron como la mejor baterista del año.
El 31 de agosto de 1981 se casó con Tom Burris, un empresario de bienes raíces unos cuantos años mayor que ella.

## Muerte
Desde 1973, sufrió de anorexia nerviosa, una enfermedad desconocida en esos años.
A pesar de haberse recuperado luego de terapias, justo el día en que iba a firmar los papeles de su divorcio, falleció a los 32 años de un paro cardíaco, el 4 de febrero de 1983. No tuvo hijos.
Existen evidencias de que su muerte se debió al uso constante de jarabe de ipecacuana (medicamento usado en hospitales para provocar el vómito), conocido por actuar como veneno cuando se usa por períodos prolongados, y además laxantes. Carpenter usaba esta sustancia como emético y purgante durante los últimos meses de su vida, causando sin saberlo un deterioro irreversible en el músculo cardíaco. Esto, aunado a la malnutrición y debilidad general, provocó el colapso total de su cuerpo.
Sus restos descansan en el mausoleo familiar del Pierce Brothers Valley Oaks Memorial Park de Westlake Village, en el condado de Los Ángeles, California.
En recientes años, artistas tan diversos como Madonna, K. D. Lang, Shania Twain, entre otros, la han citado como una influencia musical en sus carreras. If I were a Carpenter (‘si yo fuese un Carpenter’), es un disco tributo realizado por varias bandas que grabaron versiones de los Carpenters en homenaje a los hermanos.
Dorothy Hamill, medallista de oro de patinaje artístico en los Juegos Olímpicos de Invierno en Innsbruck, Austria en 1976, fue una amiga entrañable de Karen Carpenter.

## Álbumes

### Álbumes de estudio
- 1969: Ticket to ride (originalmente llamado Offering).
- 1970: Close to you
- 1971: Carpenters
- 1972: A song for you
- 1973: Now & then
- 1975: Horizon
- 1976: A kind of hush
- 1977: Passage
- 1978: Christmas portrait
- 1981: Made in América

### Ediciones Póstumas
- 1983: Voice of the heart
- 1984: An old-fashioned Christmas
- 1989: Lovelines

### Álbum solista
Animada por su mánager, Jerry Weintraub, en 1979 Karen se embarcó en el proyecto de un disco solista, mientras su hermano Richard estaba internado en una clínica para recuperarse de su adicción a las pastillas para dormir.
Como productor de este disco fue contratado Phil Ramone, un famoso productor neoyorquino. Las grabaciones se realizaron a fines de 1979 y a comienzos de 1980.
Los ejecutivos del sello vetaron el disco por encontrarlo poco apropiado y porque ―según ellos― la selección de canciones era pobre. Detrás de todo esto estaba Richard Carpenter, que se oponía al lanzamiento del álbum solista de su hermana. Incluso Quincy Jones actuó de cabildero con los ejecutivos del sello A&M alabando las cualidades de las grabaciones y el hecho de que el disco sería un éxito en el mercado. De nada sirvió. El disco fue vetado y permaneció en las bodegas del sello hasta 1996, trece años después de la muerte de Karen, cuando finalmente Richard Carpenter ―propietario de sus derechos de autor― cambió de opinión y permitió su lanzamiento. La placa salió con el título Karen Carpenter, editado por A&M records. Tiene la participación de músicos renombrados como Peter Cetera, Bob James, Airto Moreira, Steve Gadd, David Brown, Louis Johnson entre otros.

### Álbumes de conciertos
Aunque en su haber hay un impresionante número de conciertos, de los que queda registro discográfico son:
- 1974: Live in Japan
- 1976: Live at The Palladium
- 1976: Live in Holland
- 1976: Live in Japan

### Canciones inéditas
Hay una amplia fonoteca de canciones que no han visto la luz comercial pero se sabe que fueron grabadas, y un álbum recientemente editado llamado "As time goes by" donde se escuchan ciertos dúos que realizó con personalidades tan grandes como Perry Como o Ella Fitzgerald.

### Filmografía
Aunque Karen nunca rodó ningún filme como protagonista, existe una película de 1989 para TV titulada "The Karen Carpenter Story" (no confundir con otra de 1988 titulada "Superstar: The Karen Carpenter Story"), dirigida por Joseph Sargent y también (y aunque no figura en los créditos, fuente: IMDb.com), por el propio hermano de Karen, Richard (el otro componente de The Carpenters), y protagonizada por Cynthia Gibb, en la que se recoge su vida y su batalla contra la anorexia y la bulimia, enfermedades muy poco conocidas cuando se realizó, que le costaron la vida.